# بوزو ألمونتي
بوزو ألمونتي (بالإسبانية: Pozo Almonte)‏ هي مدينة في إقليم تاراباكا في تشيلي.
يبلغ عدد سكانها حوالي 6,384 نسمة.